# Сельское хозяйство Китая

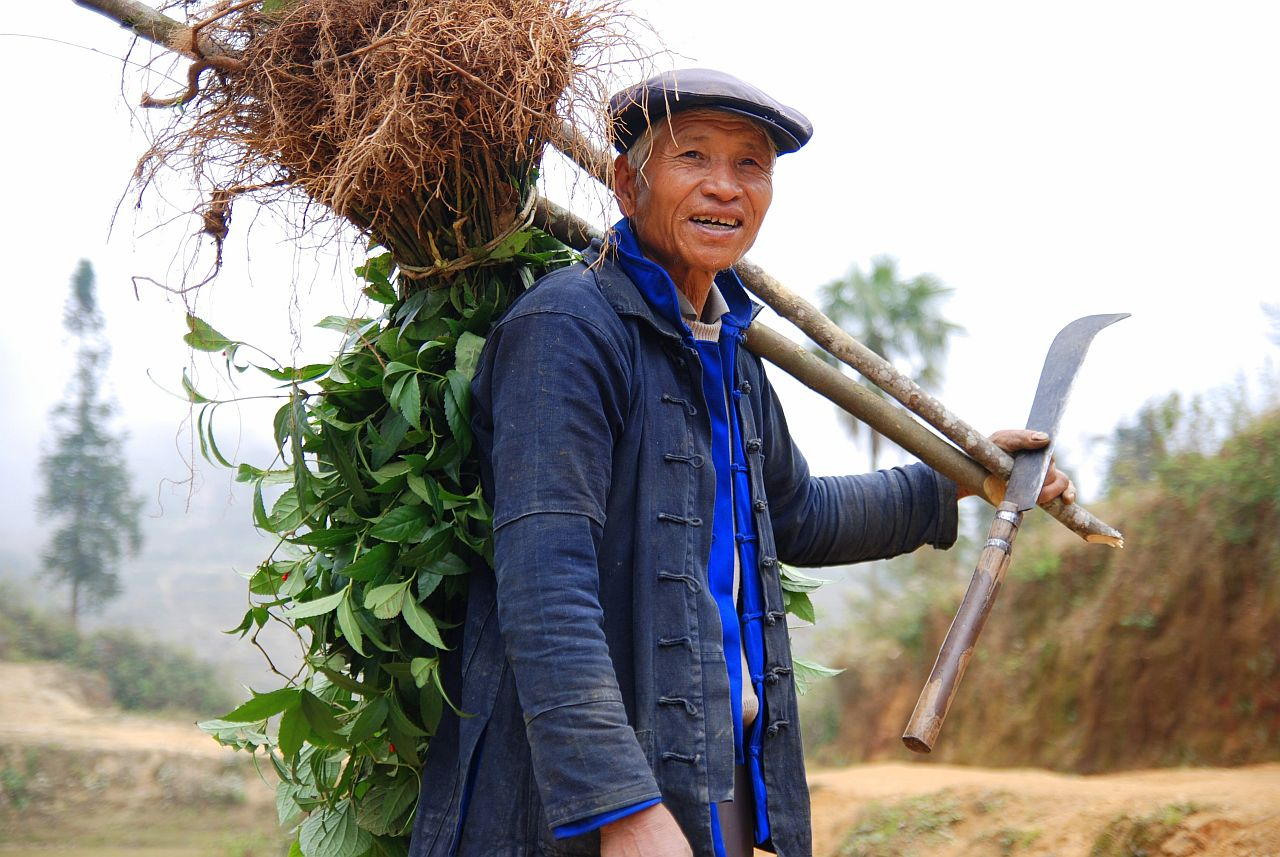
Фермер из народности Хани, которые славятся своим терассным земледелием в горах в округе Юаньян, провинции Юньнань

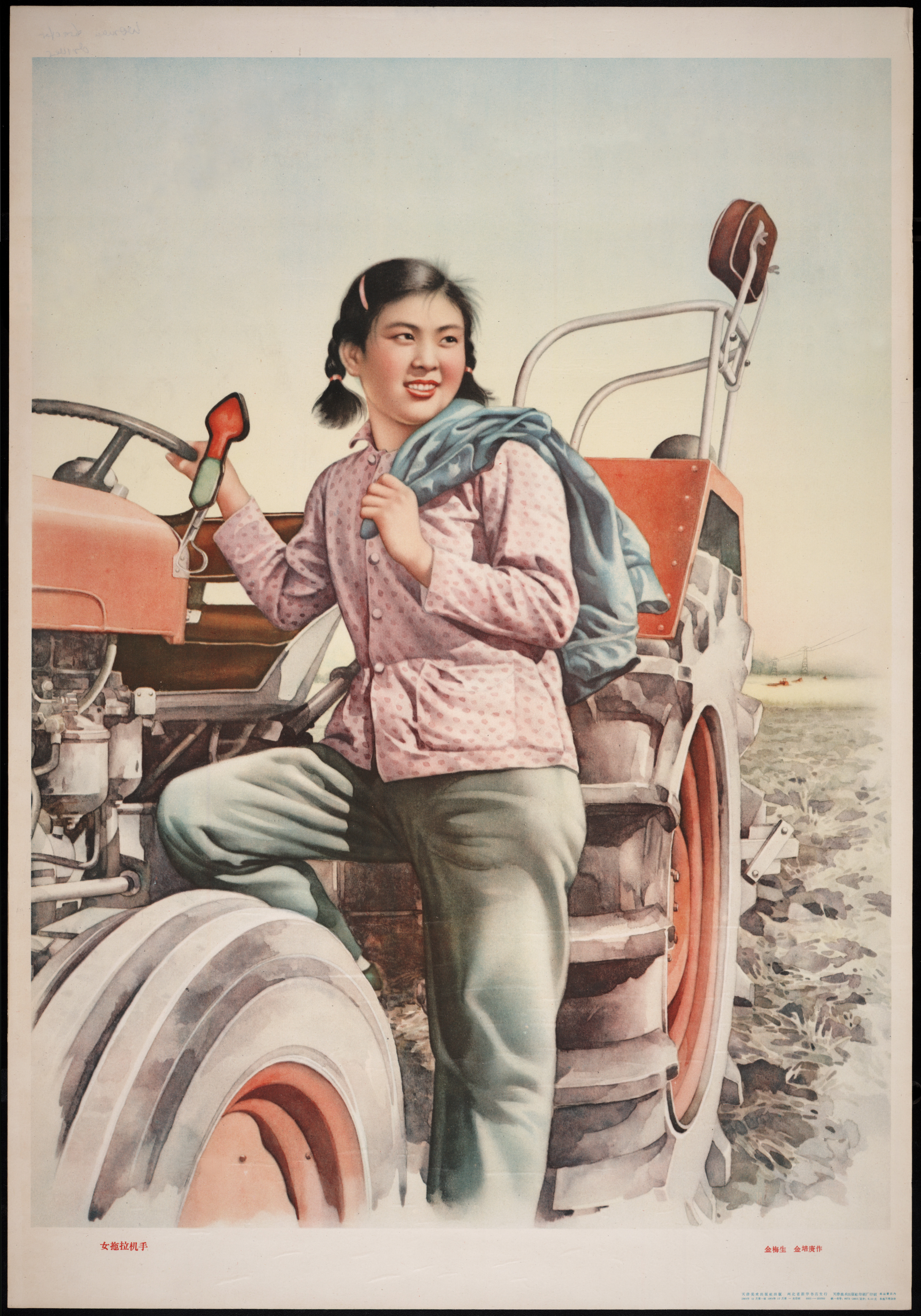
Китайская трактористка, изображённая на плакате 1964 года

Сельское хозяйство является жизненно важной отраслью в Китае, в которой заняты более 300 млн фермеров.
Китай занимает первое место в мире по сельскохозяйственному производству, в первую очередь, производя кукурузу, рис, пшеницу, картофель, томаты, сорго, арахис, чай, просо, ячмень, хлопок, растительное масло и соевые бобы. Основной проблемой на пути развития аграрного сектора экономики является нехватка пахотной земли.

## История
Развитие сельского хозяйства на протяжении китайской истории сыграло ключевую роль в поддержании роста населения, на сегодняшний день в Китае проживает пятая часть населения Земли.

### Доисторический период
Анализ каменных орудий, проведенный профессором Лю Ли и другими учеными показал, что истоки китайского сельского хозяйства уходят корнями в период доземледельческого палеолита. В течение этого времени охотники и собиратели пользовались для сбора диких растений теми же инструментами, что были впоследствии использованы для возделывания пшена и риса.
Останки одомашненного пшена были найдены в Северном Китае в Синлунва, Хоули, Дадиане, Чишане, и несколько в Пэйлигане. Эти места охватывают период 6250-5050 до нашей эры. Количество употребляемого одомашненного пшена в этих местах было довольно низким по сравнению с другими растениями. В Синлунва пшено составляло лишь 15 % от всех растений, которые использовались в 6200-5400 до н. э.; этот показатель вырос до 99 % в 2050—1550 годах до нашей эры. Однако пшено очень неприхотливо и его выращивание нельзя однозначно назвать земледелием.
Раскопки на Куахуцяо, в самых ранних неолитических территориях в восточном Китае подтверждают выращивание риса 7700 лет назад. Приблизительно половину урожая занимал одомашненный посевной рис, в то время как другую половину составляли дикие виды риса. Вполне возможно, что люди в Куахуцяо тоже культивировали дикие виды риса. На территории Хэмуду (приблизительно в 5500-3300 годах до н. э.) в Юяо и Баньпо, неподалеку от города Сиань были найдены орудия для сбора пшена и лопатообразные орудия труда из камня и кости. Доказательства оседлого рисоводства было обнаружено на территории Хэмуду в Тяньлуошане (5000-4500 г. до н. э.), в это время рис уже становится основой сельского хозяйства в культуре Маджибан в Южном Китае.

### Совершенствование метода сельского хозяйства

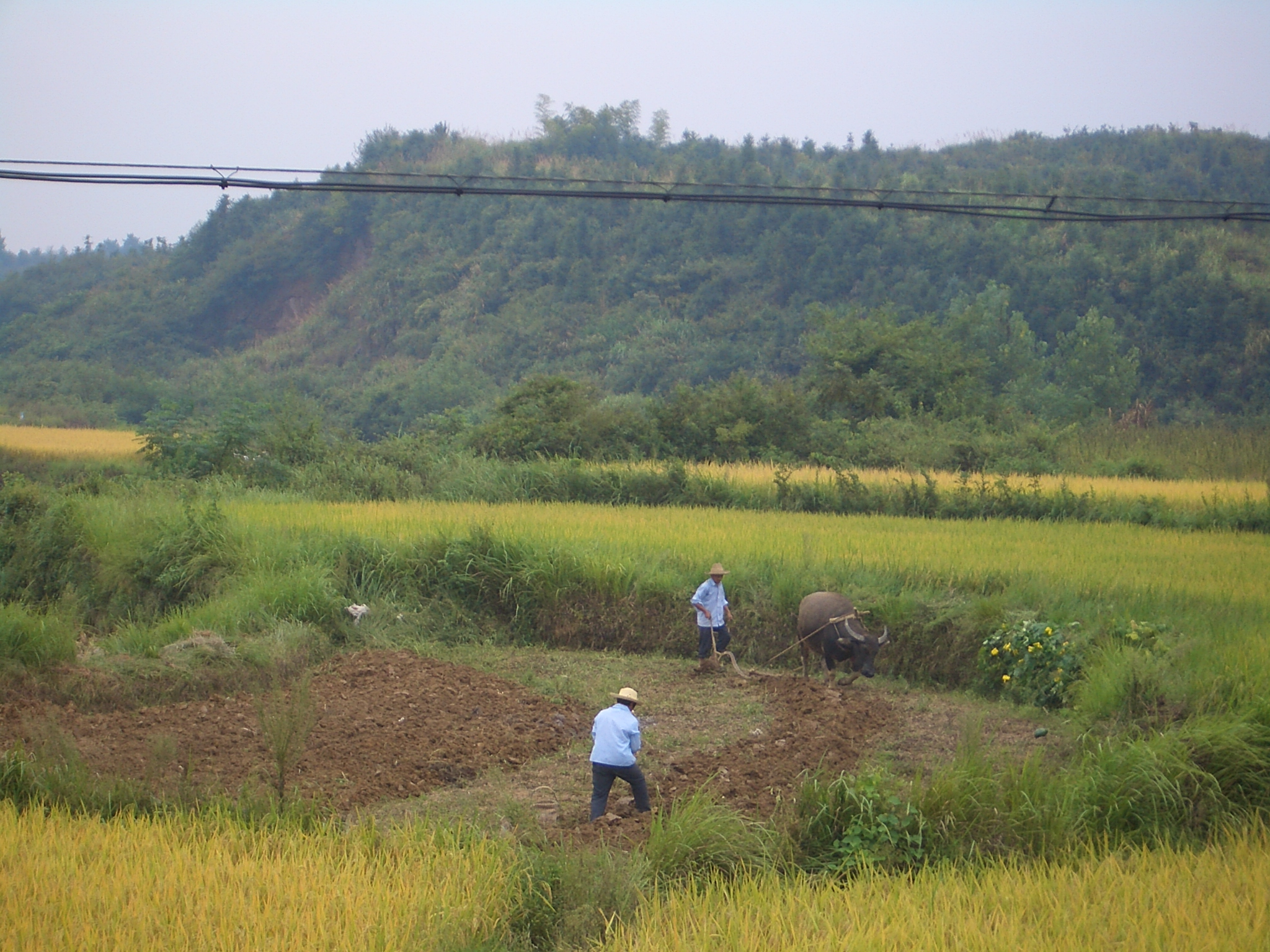
Вспашка при помощи буйвола, Хубэй

Из-за статуса Китая как развивающейся страны и его острой нехватки пахотных земель, сельское хозяйство в Китае всегда было очень трудоемким. Однако, на протяжении всей своей истории, были разработаны или заимствованы методы, позволившие повысить количество сельскохозяйственной продукции и эффективность производства.
В период Чуньцю (722—481 г.г. до н. э.), произошло два революционных усовершенствования в технологии сельского хозяйства. Одним из них было использование чугунных инструментов и вьючных животных, а вторым — крупномасштабные ирригационные системы. Инженер Суньшу Ао, живший в 6 веке до н. э. и Симэнь Бао, живший в 5 веке до н. э. являются двумя древнейшими инженерами-гидротехниками Китая, их работы были направлены на улучшение ирригационных систем. Эти достижения были широко распространены в ходе последовавшего периода воюющих царств (403—221 г.г. до н. э.) и завершились строительством колоссальной оросительной системы Дуцзянъянь спроектированной Ли Бингом в 256 г. до н. э. для государства Цинь в Древнем Сычуане.

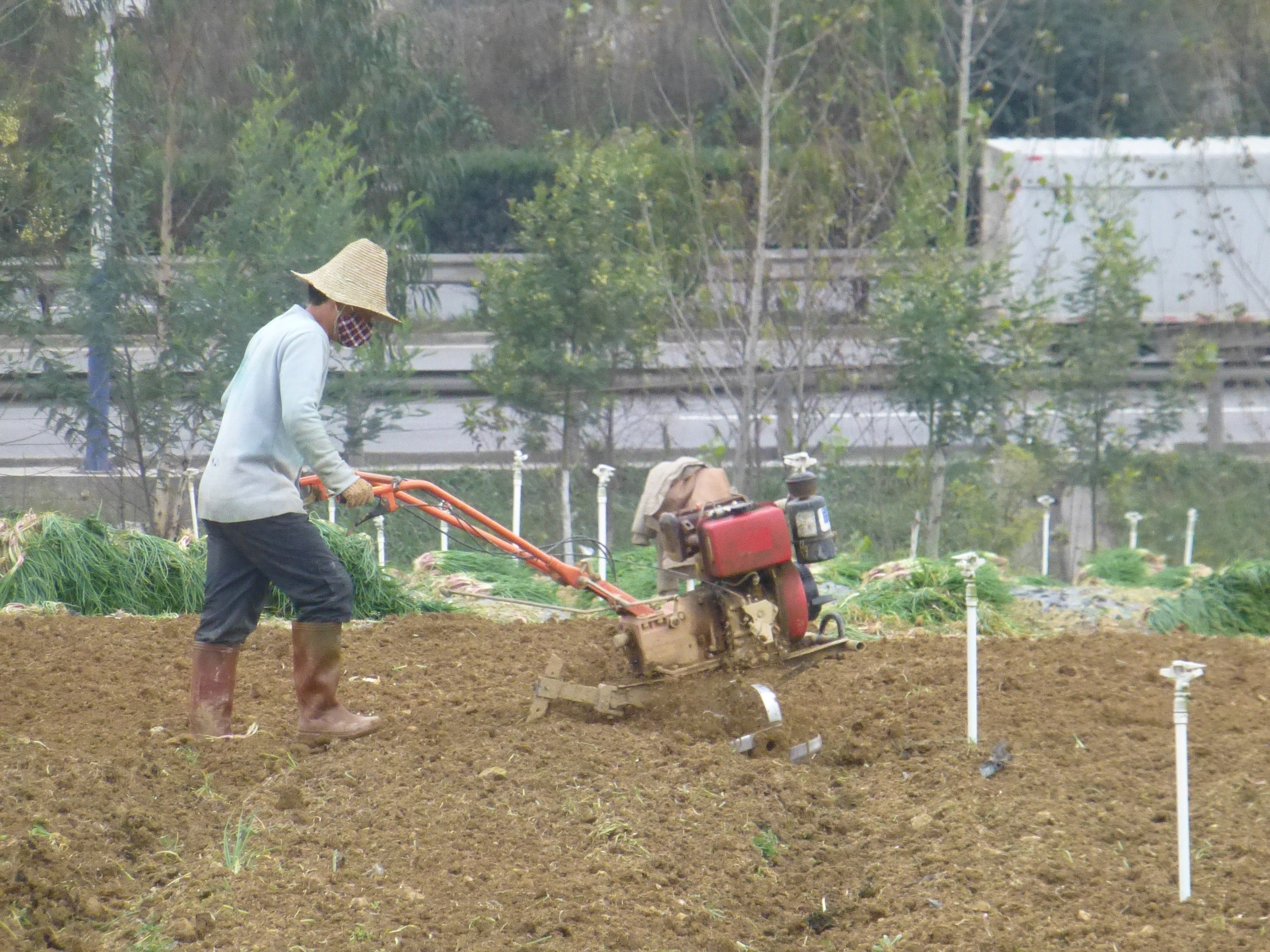
Вспашка с моторным плугом, Юйси, Юньнань

Для сельскохозяйственных целей китайцы изобрели молот с гидравлическим приводом в 1 веке до нашей эры, во времена Древней династии Хань. Хотя у него существовали и другие применения, но его основная функция сводится к измельчению, очистке и шлифовке зерна, что ранее делалось вручную. Китайцы в 1 веке нашей эры изобрели цепной насос с прямоугольным поддоном, который работал от водяного колеса. Хотя цепной насос нашел применение в общественных работах по обеспечению водой городских и дворцовых трубопроводных систем, он также широко использовался для подъёма воды с более низких на более высокие уровни для заполнения оросительных каналов.
Во времена Восточной Цзинь (317—420) и северных и южных династий (420—589), по Шелковому пути и другим международным торговым путям шло дальнейшее распространение сельскохозяйственных технологий по всей территории Китая. Политическая стабильность и растущая рабочая сила привели к экономическому росту, были освоены большие участки пустоши и построены оросительные сооружения для расширения сельскохозяйственных площадей. Землепользование стало более интенсивным и эффективным, рис давал по два урожая в год, а скот стал использоваться для вспашки и внесения удобрений.
При династии Тан (618—907), Китай стал единым феодально-аграрным обществом. Достижения в области сельскохозяйственной техники в течение этой эры включали создание отвального плуга и водяной мельницы. Позже, во время династии Юань (1271—1368), широко распространились посадка хлопка и ткачество.
В то время как в 750 году 75 % китайского населения проживало к северу от реки Янцзы, к 1250 году 75 % населения уже жили к югу от реки. Такая масштабная внутренняя миграция стала возможна благодаря внедрению быстро-созреваемого сорта риса из Вьетнама. Во времена династий Цин, Мин и Юань наблюдался рост организации коллективной помощи между фермерами.
В 1909 году в США профессор сельского хозяйства Франклин Хирам Кинг совершил обширный тур по Китаю (а также по Японии и непродолжительное время в Корею) и описал современные для того времени методы ведения сельского хозяйства. Он положительно охарактеризовал сельское хозяйство Китая как «беспрерывное сельское хозяйство» и его книга «Фермеры сорока веков» была опубликована посмертно в 1911 году, став классикой сельского хозяйства и излюбленным справочником для сторонников органического земледелия.

### Китайская Народная Республика

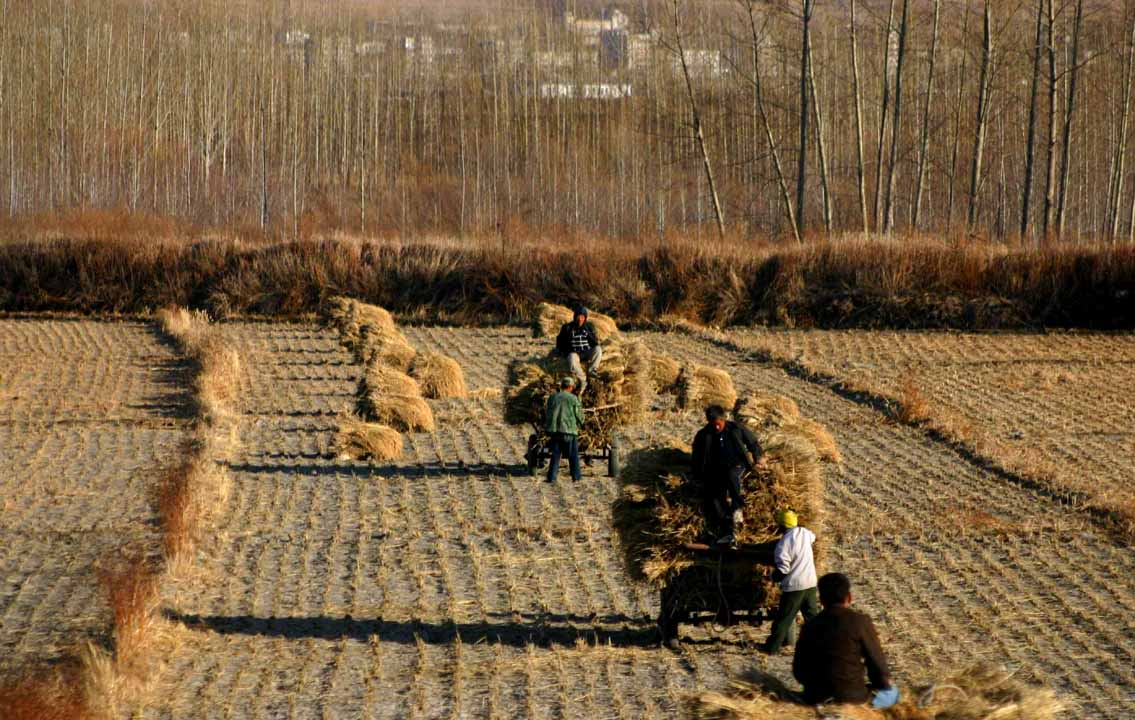
Сбор урожая в Китае

После того, как Коммунистическая партия Китая победила в китайской Гражданской войне, контроль за сельскохозяйственными землями был отнят у крупных землевладельцев и перераспределен между 300 миллионами крестьян. В 1952 году правительство, постепенно укрепляющее свою власть после гражданской войны, приступило к организации крестьян в коллективы. Три года спустя эти коллективы были объединены в производственные кооперативы, принявшие социалистическую модель коллективной собственности на землю. Затем в 1956 году правительство официально взяло под контроль земли, продолжив дальнейшее структурирование сельхозугодий в крупные государственные колхозы. В 1957 году была основана Академия сельскохозяйственных наук Китая.
В 1958 году кампания «большого скачка», инициированная Мао Цзэдуном, поместила землепользование под более строгое государственное регулирование в целях улучшения сельскохозяйственного производства. В частности, кампания по уничтожению воробьёв оказала прямое негативное влияние на сельское хозяйство. Коллективы были организованы в коммуны, частное производство продуктов питания было запрещено, и коллективное потребление стало обязательным. Также большой акцент был сделан на индустриализацию в ущерб сельскому хозяйству. Неэффективность сельского хозяйства, вызванная этой кампанией, привела к Великому китайскому голоду, в результате чего погибло по правительственным данным 14 млн людей, а по научных оценкам от 20 до 50 миллионов. Хотя после этого провала частные земельные участки были вновь разрешены (в 1962 году), коммуны оставались преобладающими сельскими единицами экономической организации во время культурной революции, с отстаиваемой Мао кампанией «Учиться у Тачай». Полуграмотный секретарь партии Тачай Чэнь Юньги был среди тех, кого перехитрил Дэн Сяопин после смерти Мао: в 1982—1985 годах коммуны в стиле Дажай были постепенно заменены волостями.
В 1978 году в рамках кампании «четырёх модернизаций» была создана система семейной ответственности за производительность, которая распустила коммуны и предоставила ответственность за сельскохозяйственное производство отдельным домохозяйствам. Для них были установлены квоты на урожай, который они должны были сдать в обмен на инструменты, тягловый скот, семена и предметы первой необходимости. Домохозяйства, которые сейчас арендуют землю у своих коллективов, могут свободно использовать свои сельхозугодия так, как они считают нужным до тех пор, пока выполняют эти квоты. Эта свобода предоставила больше возможностей отдельным семьям для удовлетворения их индивидуальных потребностей. Помимо этих структурных изменений, китайское правительство также участвует в ирригационных проектах (таких как плотина «три ущелья»), управляет крупными государственными хозяйствами, поощряет механизацию и использование удобрений.
К 1984 году, когда около 99 % производственных бригад колхоза приняли систему семейной ответственности за производительность, правительство начало дальнейшие экономические реформы, направленные в первую очередь на либерализацию сельскохозяйственного ценообразования. В 1984 году правительство заменило принудительные поставки добровольными контрактами между фермерами и правительством. Позже в 1993 году правительство отменило 40-летнюю систему нормирования зерна, что привело к тому, что более 90 процентов всех годовых сельскохозяйственных продуктов продавались по рыночным ценам.

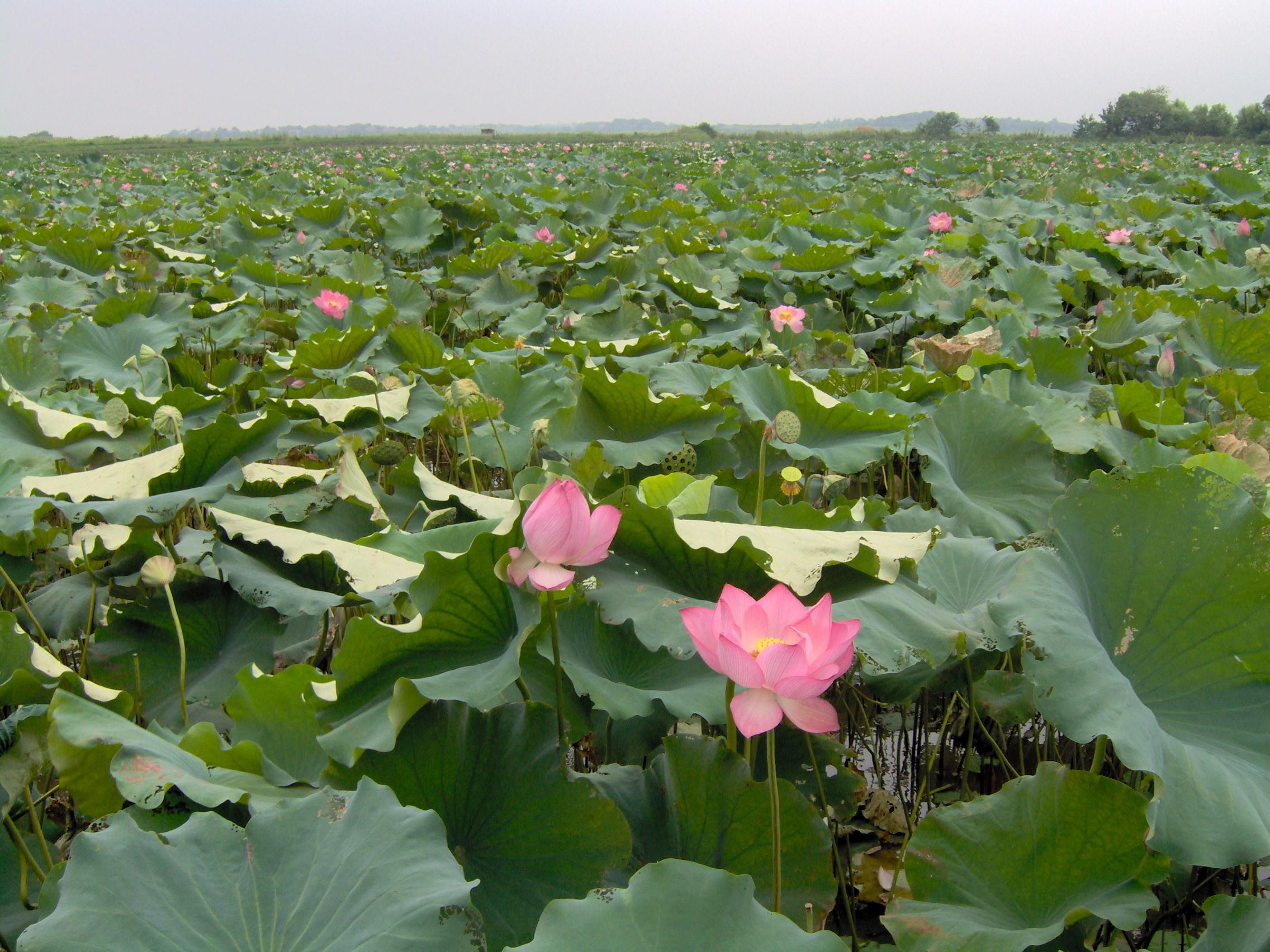
Семена и корни Лотоса являются одной из основных культур в провинциях Хубэй, Хунань, Фуцзянь и Цзянси

С 1994 года правительство ввело ряд политических изменений, направленных на ограничение импорта зерна и повышение экономической стабильности. Среди этих изменений в политике было искусственное повышение цен на зерно выше рыночного уровня. Это привело к увеличению производства зерна, переложив тяжелое бремя поддержания этих цен на правительство. В 1995 году была учреждена «Система ответственности за добычу правительственного зерна», в которой губернаторы провинций стали отвечать за сбалансированность поставок зерна, а также за спрос и стабилизацию цен на зерно в своих провинциях. Позже, в 1997 году, была реализована программа «Четыре отделения и одно совершенство», с тем чтобы облегчить часть денежного бремени отягощающего правительство в его зерновой политике.
По мере того как Китай продолжает индустриализацию, огромные площади сельскохозяйственных участков превращаются в промышленные земли. Фермеры, вынужденные перемещаться в результате такой городской экспансии, часто становятся трудовыми мигрантами на фабриках, но другая часть фермеров чувствует себя лишенными гражданских прав и обманутыми посягательством промышленности и растущим имущественным неравенством между городским и сельским населением.
Самая новая инновация в китайском сельском хозяйстве — это переход к органическому сельскому хозяйству. Это служит сразу нескольким задачам: безопасность пищевых продуктов, возможность экспорта, а также значительно более высокая рентабельность, что может помочь приостановить миграцию сельских рабочих в города.

## Основные виды сельскохозяйственной продукции

### Распределение урожая

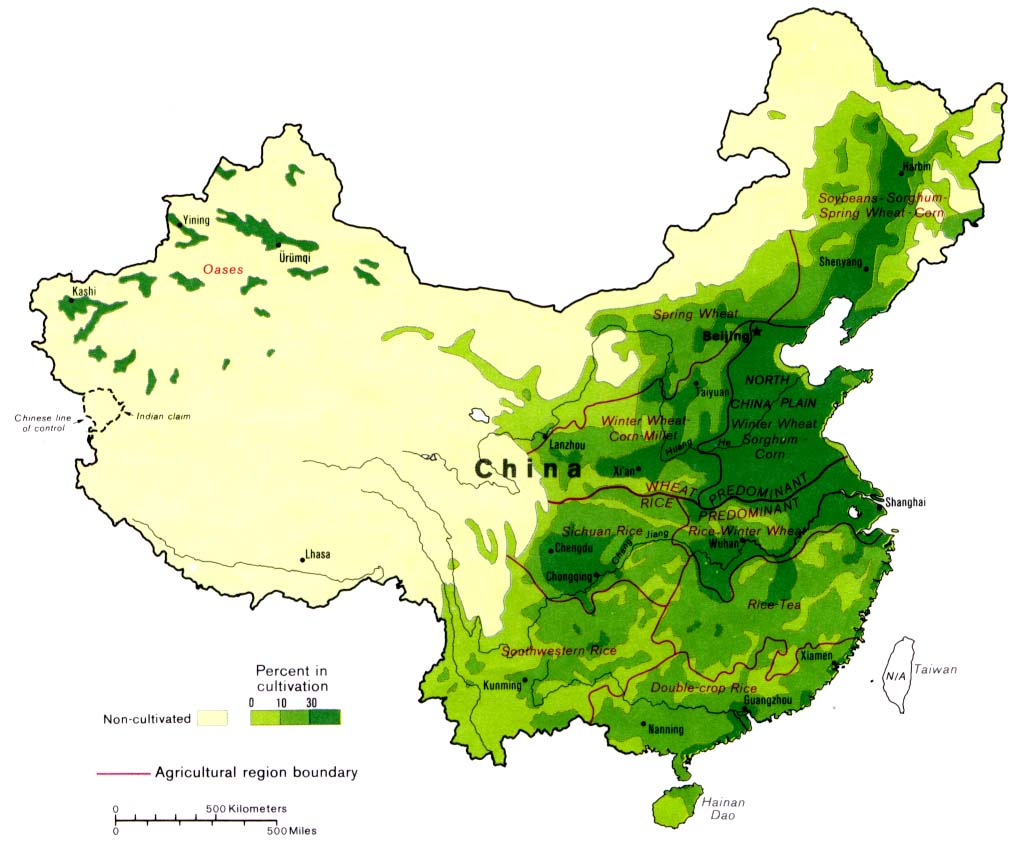
Сельскохозяйственные районы Материкового Китая в 1986 году

Хотя производство сельскохозяйственной продукции Китая является самым большим в мире, только около 15 % от общей площади является пригодной для культивирования. Пахотные земли Китая, которые составляют всего 10 % от общей площади пахотных земель в мире, кормят более 20 % мирового населения. Из этих приблизительно 1,4 млн км² пахотных земель только около 1,2 % (116 580 км²) постоянно имеют посевы и 525 800 км² орошаются. Земля поделена на 200 миллионов домашних хозяйств, при этом средний размер земли составляет всего около гектара.
Ограниченное пространство для сельского хозяйства в Китае было проблемой на протяжении всей его истории, приводя к хронической нехватке продовольствия и голоду. В то время как эффективность производства сельскохозяйственных угодий со временем возрастала, усилия по расширению на запад и на север имели ограниченный успех, поскольку эти земли в большинстве случаев были холоднее и засушливее, чем традиционные сельскохозяйственные угодья на востоке. С 1950-х годов на фермерское пространство также оказали давление рост промышленности и городов.

#### Пригородное сельское хозяйство

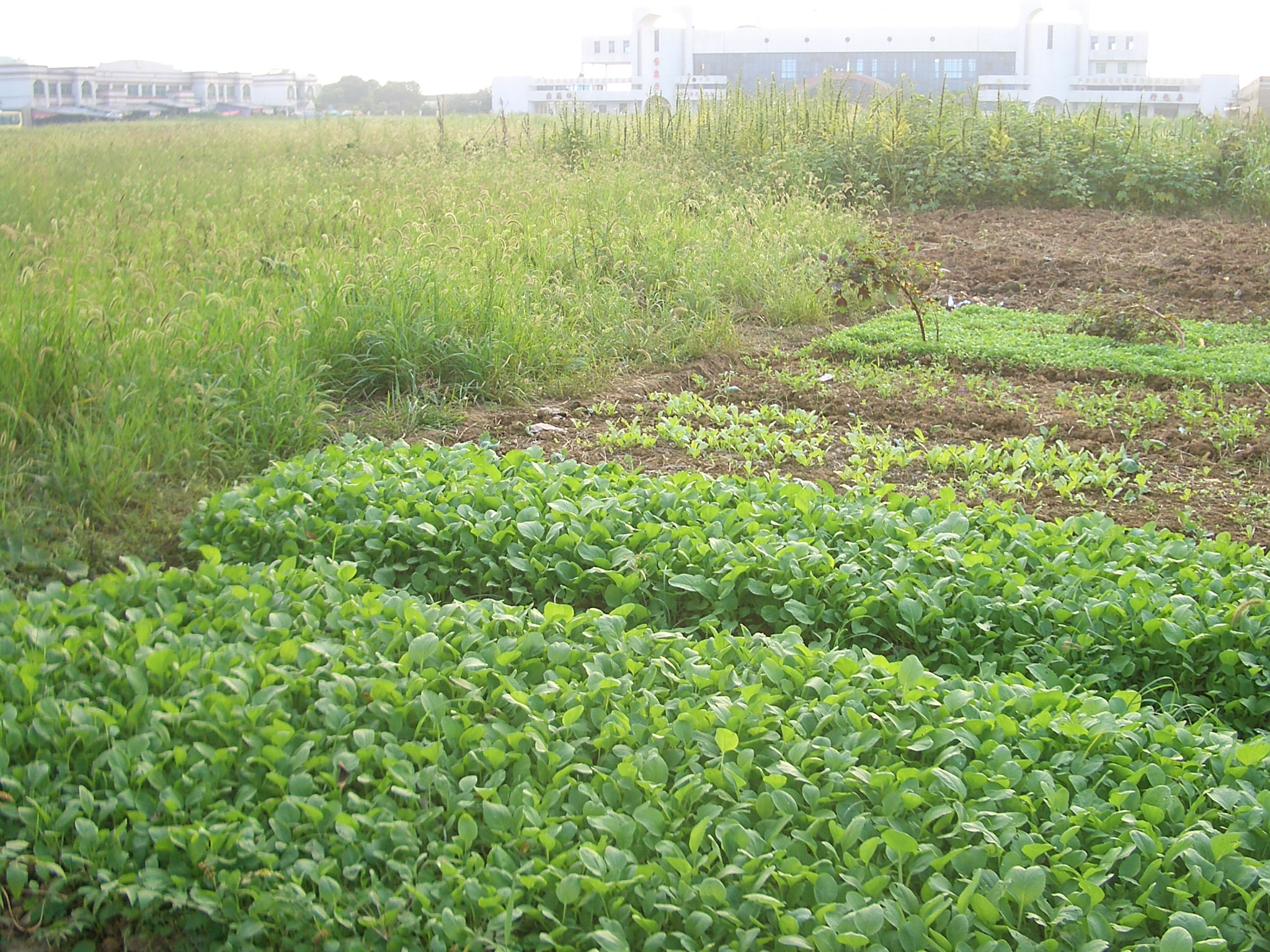
Бок Чой- зелень, выращенная на квардратных площадях за пределами железнодорожных станций в Эчжоу

Такой рост размеров городов, как например увеличение Административного района Пекина с 4,822 км² в 1956 году до 16,808 км² в 1958 году, привел к более широкому применению пригородного сельского хозяйства. Такое «окраинное сельское хозяйство» привело к тому, что более 70 % неосновной еды в Пекине, в основном состоящий из овощей и молока, в 1960-х и 1970-х годах производились самим городом.

#### Продовольственные культуры

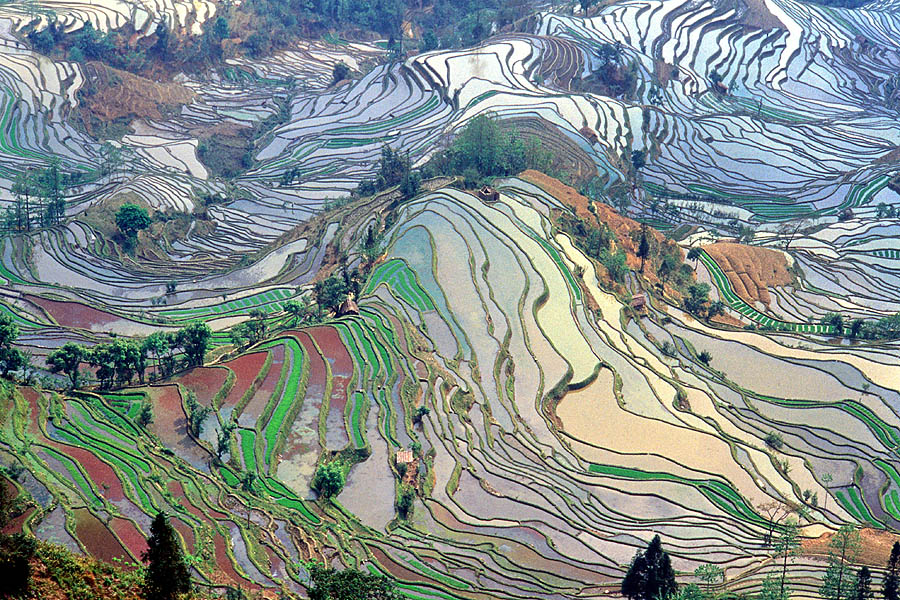
Древние террасные рисовые поля в округе Юаньян, провинция Юньнань

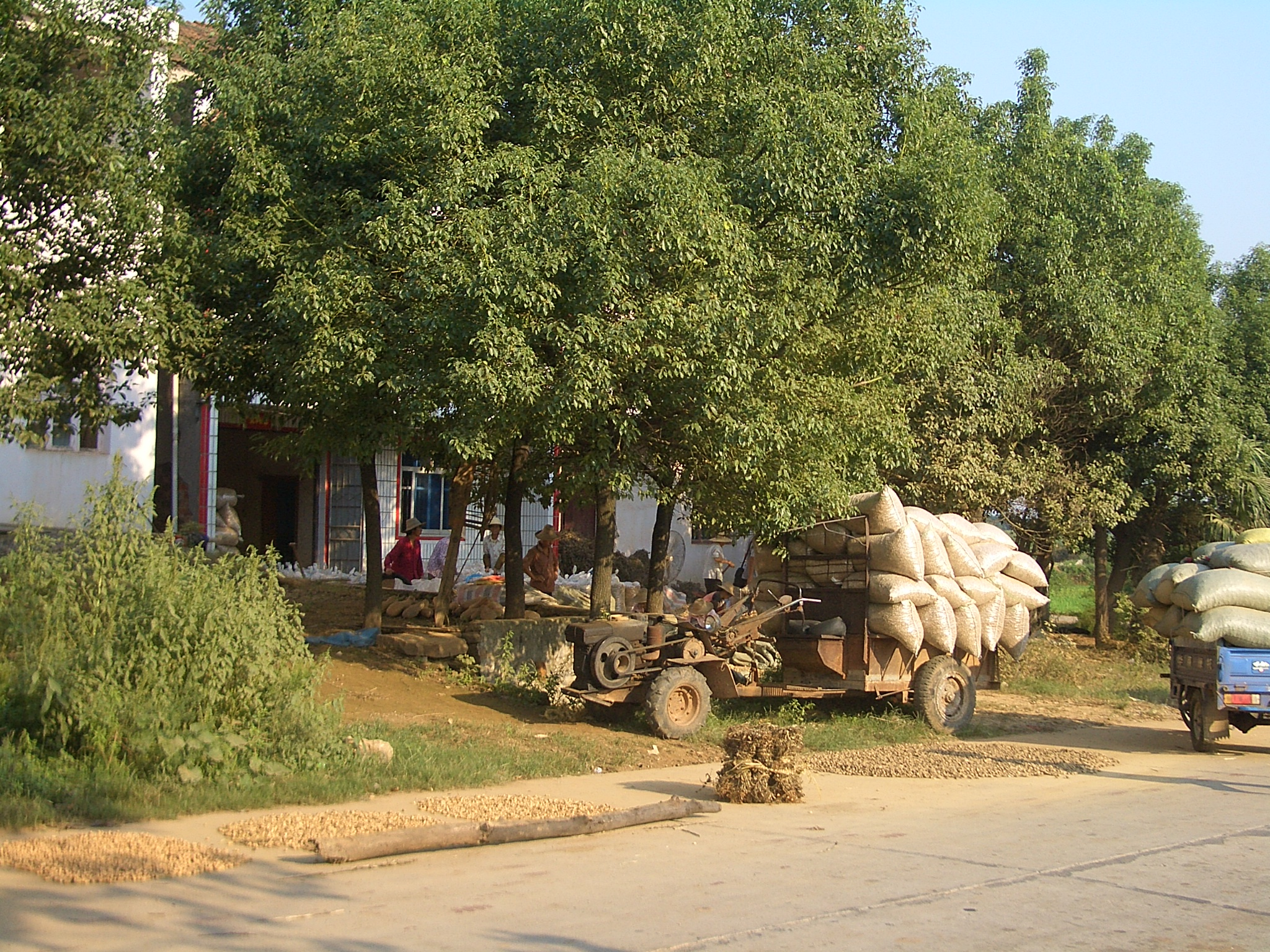
Урожай арахиса в Цзянся, Хубэй

Около 75 % культивируемой площади Китая используется для продовольственных культур. Рис — самая важная культура в Китае, занимающая примерно 25 % возделываемых площадей. Большинство риса выращивается к югу от реки Хуайхэ, в дельте Чжуцзяна, а также в провинциях Юньнань, Гуйчжоу и Сычуань. Кукуруза постепенно потеснила рис с первого места в структуре выращиваемых злаков, по ней Китай занимает второе место в мире, значительно уступая США.
Пшеница является третьей наиболее распространенной зерновой культурой, она выращивается в большинстве районов страны, особенно на Северо-Китайской равнине, и в долинах рек Вей и Фыньхэ на Лёссовом плато, а также в провинциях Цзянсу, Хубэй и Сычуань. Просо выращиваются на севере и северо-востоке Китая, а овес во Внутренней Монголии и Тибете.
Другие культуры включают сладкий картофель, выращиваемый на юге, белый картофель — на севере, а также фрукты и овощи. Тропические фрукты выращиваются на острове Хайнань, яблоки и груши выращиваются в северных районах Ляонин и Шаньдун.
Масличные семена важны в китайском сельском хозяйстве, применяются как в пищу, так и в промышленности и составляют значительную долю сельскохозяйственного экспорта. В Северном и Северо-Восточном Китае выращиваются китайские соевые бобы, которые используются для приготовления тофу и соевого масла. Китай также является ведущим производителем арахиса, который выращивается в провинциях Шаньдун и Хэбэй. Другими выращиваемыми масличными культурами являются семена кунжута и подсолнечника, рапс и семена тунгового дерева.
Цитрусовые являются основными товарными культурами в Южном Китае, их производство разбросано вдоль и к югу от речной долины реки Янцзы. Мандарины являются самыми популярными цитрусовыми в Китае, их примерно вдвое больше, чем апельсинов.
Другие важные для Китая продовольственные культуры включают зеленый и жасминовый чай (популярны среди китайского населения), черный чай (для экспорта), сахарный тростник, и сахарную свёклу. Чайные плантации расположены на склонах средней долины Янцзы и в Юго-Восточных провинциях Фуцзянь и Чжэцзян. Сахарный тростник выращивается в провинции Гуандун и Сычуань, в то время как сахарная свекла выращиваются в провинции Хэйлунцзян и на орошаемых землях во внутренней Монголии. Лотос широко культивируется в Южном Китае. Кофе выращивают в юго-западной провинции Юньнань.
С 1980-х годов в Китае довольно быстро начало развиваться виноделие. Главным винодельческим регионом является провинция Шаньдун, особенно городской округ Яньтай; ненамного отстаёт провинция Хэбэй, крупные винодельческие предприятия имеются в Пекине.

#### Волокнистые культуры

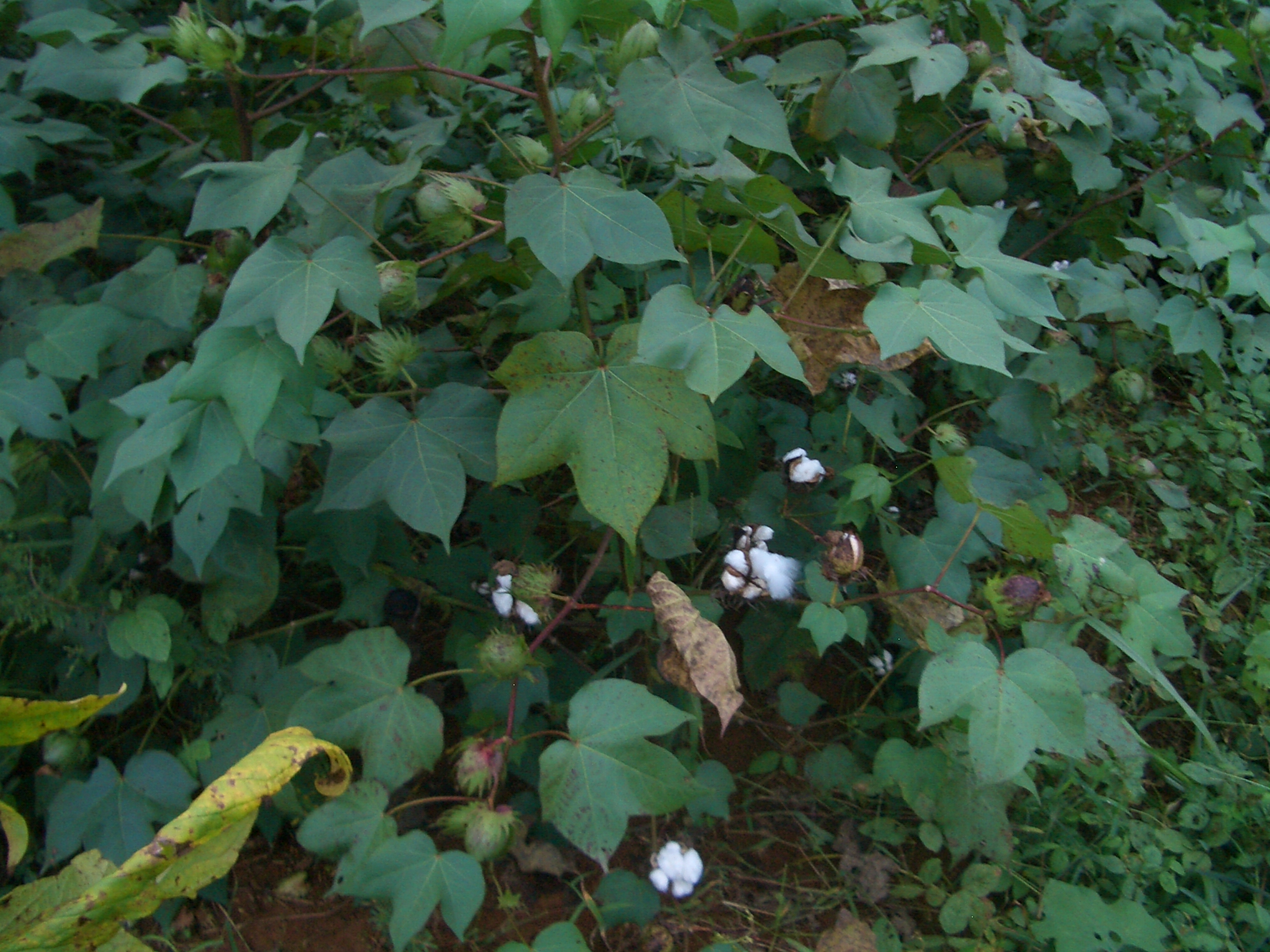
Выращивание хлопка в округе Янсинь, Хубэй

Китай является лидером по производству хлопка, который выращивается повсеместно, но особенно в районах Северо-китайской равнины, в дельте реки Янцзы, в середине долины Янцзы и Синьцзян-Уйгурском автономном районе. Другие культуры включают волокна рами, льна, джута и пеньки. Шелководство и разведение шелкопряда практикуются в Центральном и Южном Китае.

#### Животноводство
Китай имеет большое поголовье скота, а также свиней и птицы. Популяция свиней в Китае и производство свинины в основном расположены вдоль реки Янцзы. В 2011 году в провинции Сычуань количество свиней составило 51 млн (11 % от общего объёма в Китае). На пастбищах Западного Китая разводятся овцы, козы и верблюды. В Тибете одомашненные яки. Крупный рогатый скот, буйволы, лошади, мулы и ослы также выращиваются в Китае, молочное хозяйство поощряется правительством, хотя примерно 92,3 % взрослого населения сталкиваются с определённым уровнем непереносимости лактозы.
Поскольку спрос на деликатесы растет, то увеличивается производство экзотических мясных изделий. На основе данных исследования 684 китайских ферм по разведению черепах (менее половины всех 1499 официально зарегистрированных черепаховых хозяйств в год обследования, 2002 год), они продали более 92 000 тонн черепах (около 128 млн животных) за год; это предположительно соответствует промышленному объёму более 300 миллионов черепах в год.
Возросшие доходы и спрос граждан на мясо, особенно свинину, привело к востребованности улучшенных пород скота, племенного скота, импортируемого, в частности, из Соединенных Штатов. Некоторые из этих пород приспособлены к животноводческим фермам.

#### Цветоводство
Крупнейшими производителями свежесрезанных цветов и цветов в горшках являются провинции Юньнань, Сычуань и Гуандун. По итогам 2021 года объём китайского рынка розничной торговли цветами достиг 220,5 млрд юаней (34,59 млрд долл. США), что на 17,5 % больше, чем в 2020 году; внешняя торговля цветами превысила отметку в 700 млн долларов США, увеличившись на 12,66 % в годовом выражении (экспорт цветов из Китая составил 465 млн долларов США, что на 20,24 % больше, чем в 2020 году).

### Рыболовство
На долю Китая приходится около одной трети от общего объёма производства рыбы в мире. На аквакультуру (разведение рыбы в прудах и озёрах) приходится более половины её производства. Основные хозяйства располагаются вблизи городов в средней и нижней частях долины реки Янцзы и дельты Чжуцзяна.

## Производство
За первые пятьдесят лет Китайская Народная Республика значительно увеличила сельскохозяйственное производство за счет организационных и технологических усовершенствований.
| Культура           | 1949   | 1978   | 1999   | 2009   | 2019   |
| ------------------ | ------ | ------ | ------ | ------ | ------ |
| Зерно              | 113,18 | 304,77 | 508,39 | 530,82 | 663,84 |
| Хлопок             | 0,444  | 2,167  | 3,831  | 6,38   | 5,89   |
| Масличные культуры | 2,564  | 5,218  | 26,012 | 31,54  | 34,93  |
| Сахарный тростник  | 2,642  | 21,116 | 74,7   | 115,59 | 109,39 |
| Сахарная свёкла    | 0,191  | 2,702  | 8,64   | 7,179  | 12,27  |
| Табак              | 0,043  | 1,052  | 2,185  | 3,07   | 2,15   |
| Чай                | 0,041  | 0,268  | 0,676  | 1,36   | 2,78   |
| Фрукты             | 1,2    | 6,57   | 62,376 | 203,96 | 274,01 |
| Мясо               | 2,20   | 8,563  | 59,609 | 76,50  | 77,59  |
| Морепродукты       | 0,45   | 4,66   | 41,22  | 51,16  | 64,80  |

Однако, начиная с 2000 года, истощение основных водоносных слоев Китая привело к общему снижению производства зерна, превратив Китай в чистого импортёра. Ожидается, что зависимость КНР от импорта продовольствия будет нарастать, так как проблема нехватки воды усиливается. Системы опреснения воды в стране пока не находят широкого применения из-за высокой стоимости.
По состоянию на 2011 год, Китай был крупнейшим в мире производителем и потребителем сельскохозяйственной продукции. Однако, исследователь Линь Эрда заявил о возможном прогнозируемом снижении производства на 14—23 % к 2050 году из-за нехватки воды и последствий изменения климата.
По состоянию на 2020 год основными продуктами аграрного комплекса КНР были: кукуруза (260,8 млн тонн), рис (213,6 млн тонн), пшеница (134,3 млн тонн), сахарный тростник (108,7 млн тонн), картофель (78,2 млн тонн), огурцы (72,8 млн тонн), помидоры (64,9 млн тонн), арбузы (60,2 млн тонн), бататы (49,2 млн тонн), свинина (42,1 млн тонн), яблоки (40,5 млн тонн), грибы (40,0 млн тонн), баклажаны (36,6 млн тонн), коровье молоко (34,8 млн тонн), капуста (34,2 млн тонн), куриные яйца (30,2 млн тонн или 605 млрд штук), хлопок (29,5 млн тонн), шпинат (28,5 млн тонн), репчатый лук (23,7 млн тонн), мандарины (23,3 млн тонн), чеснок (20,8 млн тонн), соя (19,6 млн тонн), морковь (18,1 млн тонн), зелёный горох (18,0 млн тонн), арахис (18,0 млн тонн), перец (16,7 млн тонн), груши (16,1 млн тонн), курятина (15,8 млн тонн), персики и нектарины (15,0 млн тонн), виноград (14,8 млн тонн), салат-латук и цикорий (14,2 млн тонн), рапс (14,0 млн тонн), дыни (13,9 млн тонн), бананы (11,9 млн тонн), сахарная свёкла (11,6 млн тонн), цветная капуста и брокколи (9,6 млн тонн), апельсины (7,6 млн тонн), тыквы (7,5 млн тонн), спаржа (7,3 млн тонн), сливы (6,5 млн тонн), говядина (6,0 млн тонн), грейпфруты и помело (5,0 млн тонн), яйца кроме куриных (4,9 млн тонн или 75 млрд штук), маниока (4,9 млн тонн), тропические фрукты (4,2 млн тонн), сорго (3,6 млн тонн), утятина (3,5 млн тонн), хурма (3,3 млн тонн), клубника (3,3 млн тонн), чай (3,0 млн тонн), буйволиное молоко (2,9 млн тонн), лимоны и лаймы (2,7 млн тонн), баранина (2,7 млн тонн), гусятина (2,7 млн тонн), ананасы (2,6 млн тонн), сало (2,5 млн тонн), манго (2,5 млн тонн), семена подсолнечника (2,4 млн тонн), просо (2,3 млн тонн), козлятина (2,3 млн тонн), киви (2,2 млн тонн), табак (2,1 млн тонн), таро)1,9 млн тонн), потроха свиные (1,9 млн тонн), каштаны (1,7 млн тонн), бобы (1,7 млн тонн), шкуры скота (1,5 млн тонн), потроха говяжьи (1,3 млн тонн), сушёный горох (1,3 млн тонн), овечье молоко (1,2 млн тонн), грецкий орех (1,1 млн тонн), ячмень (0,9 млн тонн), зелёный лук (0,9 млн тонн), натуральный каучук (0,7 млн тонн), имбирь (0,6 млн тонн), крольчатина (0,5 млн тонн), мёд (0,5 млн тонн), овёс (0,5 млн тонн), рожь (0,5 млн тонн), гречиха (0,5 млн тонн), кокосы (0,4 млн тонн), кунжут (0,4 млн тонн), коконы шелкопряда (0,4 млн тонн), льняное семя (0,3 млн тонн), финики (0,2 млн тонн), чечевица (0,2 млн тонн), кофе (0,1 млн тонн).
По состоянию на 2022 год осенний урожай зерновых составляет 75 % от общего годового объёма производства зерна в Китае, остальной урожай приходится на летние зерновые и раннеспелый рис.

## Проблемы

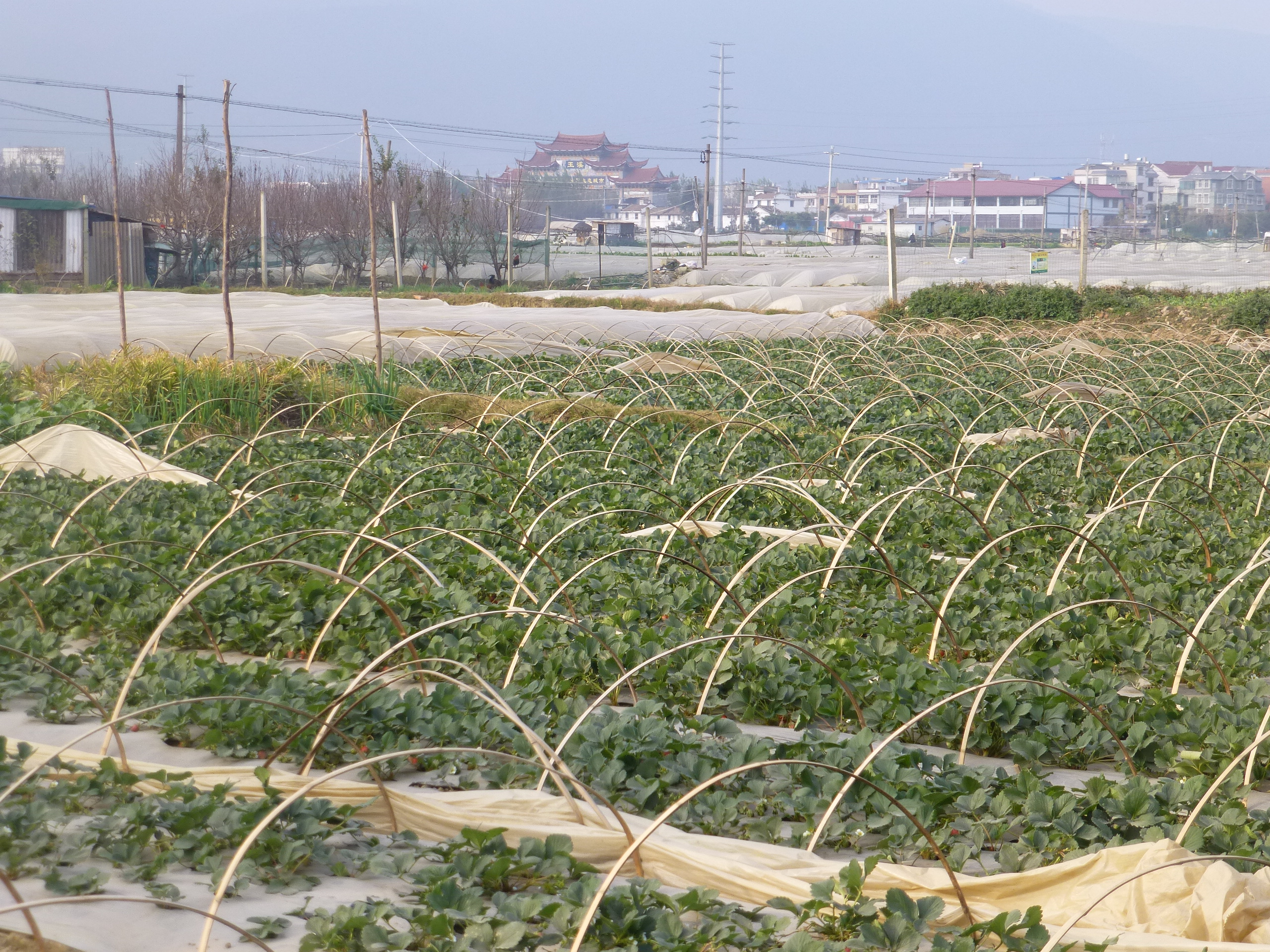
Клубничные поля в Юйси, Юньнань

### Недостаток посевных площадей и других природных ресурсов
Основной проблемой сельского хозяйства Китая является нехватка пахотных земель. Проблема возникла из-за сочетания двух обстоятельств. С одной стороны, демографическая политика КПК в период «Большого скачка» и улучшение санитарных условий привели к росту численности населения. Отмена запрета на второго ребёнка в семье в 2015 году, и затем на третьего в 2021 году способствуют продолжению роста численности населения.
С другой стороны, экономическое развитие происходило таким образом, что экологическая обстановка ухудшилась (эрозия почвы, опустынивание пастбищ, кислотные дожди, загрязнение атмосферы и водных бассейнов, острая нехватка питьевой воды и воды, пригодной для полива).
| Динамика обеспеченности населения КНР сельскохозяйственными угодиями, данные ООН | Динамика обеспеченности населения КНР сельскохозяйственными угодиями, данные ООН | Динамика обеспеченности населения КНР сельскохозяйственными угодиями, данные ООН | Динамика обеспеченности населения КНР сельскохозяйственными угодиями, данные ООН | Динамика обеспеченности населения КНР сельскохозяйственными угодиями, данные ООН | Динамика обеспеченности населения КНР сельскохозяйственными угодиями, данные ООН | Динамика обеспеченности населения КНР сельскохозяйственными угодиями, данные ООН | Динамика обеспеченности населения КНР сельскохозяйственными угодиями, данные ООН | Динамика обеспеченности населения КНР сельскохозяйственными угодиями, данные ООН | Динамика обеспеченности населения КНР сельскохозяйственными угодиями, данные ООН | Динамика обеспеченности населения КНР сельскохозяйственными угодиями, данные ООН | Динамика обеспеченности населения КНР сельскохозяйственными угодиями, данные ООН | Динамика обеспеченности населения КНР сельскохозяйственными угодиями, данные ООН |
| Год                                                                              | 1965                                                                             | 1969                                                                             | 1975                                                                             | 1980                                                                             | 1985                                                                             | 1990                                                                             | 1995                                                                             | 2000                                                                             | 2005                                                                             | 2010                                                                             | 2015                                                                             | 2020                                                                             |
| -------------------------------------------------------------------------------- | -------------------------------------------------------------------------------- | -------------------------------------------------------------------------------- | -------------------------------------------------------------------------------- | -------------------------------------------------------------------------------- | -------------------------------------------------------------------------------- | -------------------------------------------------------------------------------- | -------------------------------------------------------------------------------- | -------------------------------------------------------------------------------- | -------------------------------------------------------------------------------- | -------------------------------------------------------------------------------- | -------------------------------------------------------------------------------- | -------------------------------------------------------------------------------- |
| Сельскохозяйственные угодья, млн га                                              | 355,5                                                                            | 375,5                                                                            | 401,6                                                                            | 428,5                                                                            | 477,2                                                                            | 506,6                                                                            | 523,7                                                                            | 523,7                                                                            | 526,7                                                                            | 528,9                                                                            | 528,6                                                                            | 528,5                                                                            |
| Площадь пашни, млн га                                                            | 104,51                                                                           | 102,52                                                                           | 100,64                                                                           | 100,22                                                                           | 125,9                                                                            | 132,2                                                                            | 130,88                                                                           | 130,9                                                                            | 133,85                                                                           | 136,08                                                                           | 135,8                                                                            | 135,67                                                                           |
| Население, млн человек                                                           | 723,8                                                                            | 822,5                                                                            | 915,1                                                                            | 982,4                                                                            | 1060,2                                                                           | 1153,7                                                                           | 1218,1                                                                           | 1264,1                                                                           | 1304,9                                                                           | 1348,2                                                                           | 1393,7                                                                           | 1424,9                                                                           |
| Количество пахотных земель, га на 1 жителя                                       | 0,144                                                                            | 0,125                                                                            | 0,109                                                                            | 0,102                                                                            | 0,119                                                                            | 0,115                                                                            | 0,107                                                                            | 0,104                                                                            | 0,103                                                                            | 0,1                                                                              | 0,097                                                                            | 0,095                                                                            |

В некоторых других странах этот показатель в 2020 году был ниже:
| Страна                                     | РФ     | КНР     | Индия   | Япония | Вьетнам | Южная Корея | КНДР  | Тайвань | Нидерланды | Швейцария |
| ------------------------------------------ | ------ | ------- | ------- | ------ | ------- | ----------- | ----- | ------- | ---------- | --------- |
| Население, млн человек                     | 145,62 | 1424,93 | 1396,39 | 125,25 | 96,65   | 51,85       | 25,87 | 23,82   | 17,44      | 8,64      |
| Площадь пашни, млн га                      | 123,44 | 135,67  | 168,7   | 2,54   | 1,57    | 4,37        | 0,79  | 1,04    | 11,72      | 0,425     |
| Количество пахотных земель, га на 1 жителя | 0,848  | 0,095   | 0,121   | 0,035  | 0,121   | 0,030       | 0,098 | 0,033   | 0,060      | 0,049     |

Но у них численность населения на 1-2 порядка меньше, и их потребление продовольствия составляют незначительную часть от общей мировой торговли продовольствием, а потребление продуктов в КНР сопоставимо с общим объёмом продаж: ~1,16 (2018) и ~1,47 (2019) трлн долларов США соответственно. В случае возможного большого дефицита продовольствия, импорт не позволит его нормально компенсировать.
Китайские специалисты и высокопоставленные политические руководители Коммунистической партии Китая считают, что для решения этой проблемы необходимо использовать земельные ресурсы РФ, так как значительная их часть не используется.

### Неэффективность аграрного рынка
Несмотря на рост производства, китайский сельскохозяйственный сектор по-прежнему сталкивается с рядом проблем. Фермеры в некоторых провинциях, таких как Шаньдун, Чжэцзян, Аньхой, Ляонин и Синьцзян, часто сталкиваются с трудностями при продаже своей сельскохозяйственной продукции из-за незнания конъюнктуры. Между фермерами и конечным потребителем в городах существует цепочка посредников. Фермерам бывает трудно прогнозировать спрос на различные виды фруктов и овощей, и для того, чтобы максимизировать свою прибыль, они производят те фрукты и овощи, которые в предыдущем году принесли самые высокие доходы. Когда большинство фермеров поступают так, то это становится причиной существенных колебаний поставок свежих продуктов из года в год.

## Международная торговля

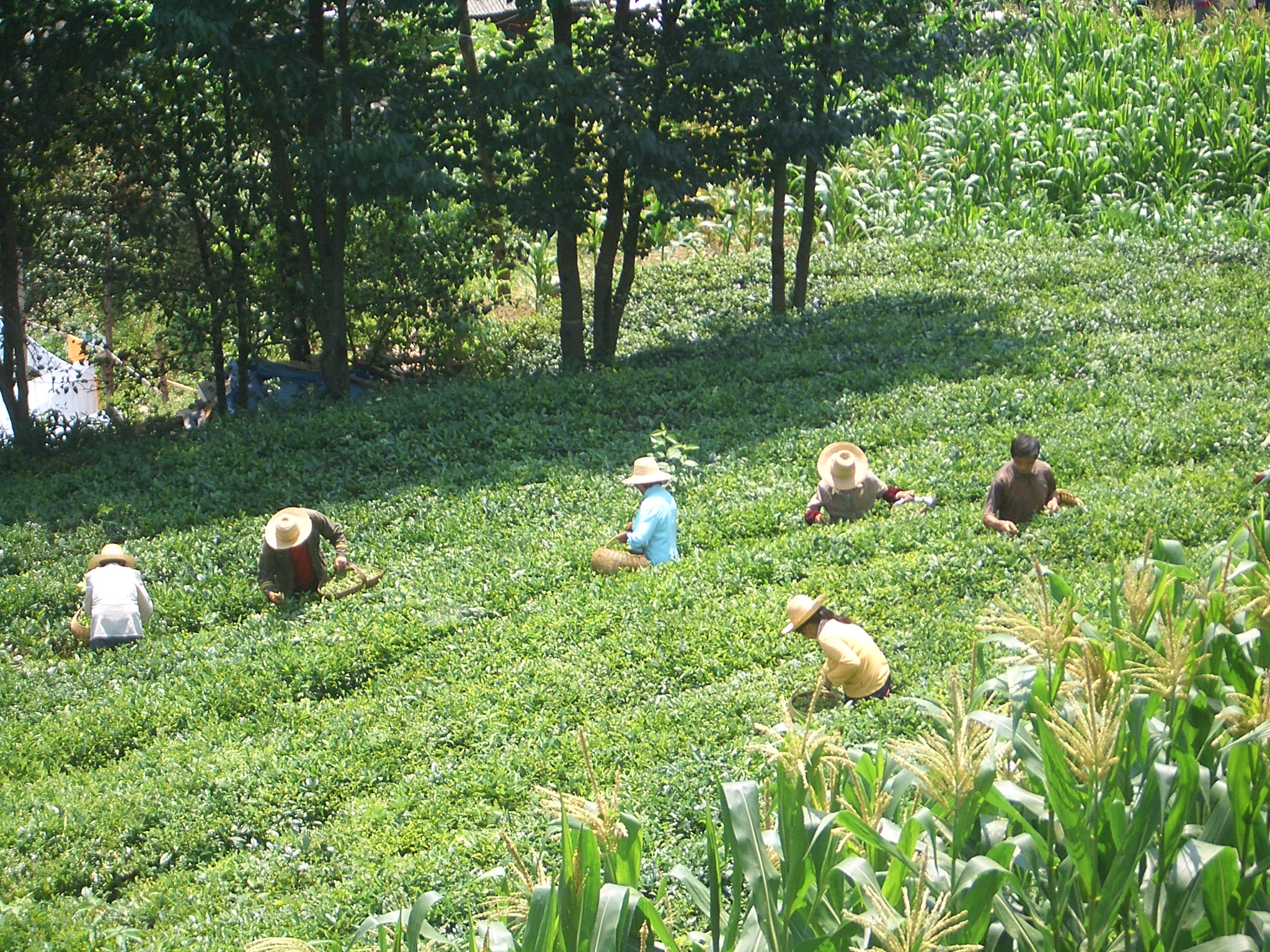
Сбор чайных листьев в Мую, в лесном районе Шэньнунцзя, Хубэй

Китай является крупнейшим в мире импортером сои и некоторых других продовольственных культур, и, как ожидается, станет главным импортером сельскохозяйственной продукции в течение следующего десятилетия.
Хотя долгие годы сельскохозяйственное производство в Китае было вполне способно прокормить страну, теперь Китай вынужден импортировать зерно. При нехватке доступных сельскохозяйственных угодий и изобилии рабочей силы возможным выходом могло бы быть импортирование зерновых культур (таких как пшеница и рис), и расширение выращивания экспортных продуктов с высокой себестоимостью, таких как фрукты, орехи или овощи. Однако, чтобы сохранить собственный урожай зерна и обеспечить продовольственную безопасность, китайское правительство стимулирует производство зерна за счет более прибыльных культур. Несмотря на жёсткие ограничения по производству сельскохозяйственных культур, в последние годы экспорт сельскохозяйственной продукции Китая значительно увеличился.

### Правительственное влияние
Одной из причин активизации международной торговли было включение Китая во Всемирную торговую организацию (ВТО) 11 декабря 2001 года, что привело к уменьшению или устранению тарифов на большую часть экспорта сельскохозяйственной продукции в Китае. В результате открытия международных рынков для китайского сельского хозяйства, к 2004 году стоимость экспорта сельскохозяйственной продукции Китая превысила 17,3 млрд долларов. Однако, торговля сельскохозяйственной продукцией была либерализована в меньшей мере, чем торговля промышленными товарами. Внутренние рынки Китая по-прежнему относительно закрыты для иностранных компаний. Считается, что если бы его сельскохозяйственные рынки были открыты, Китай стал бы постоянным чистым импортером продовольствия, возможно даже дестабилизируя мировой рынок продуктов питания. Барьеры, создаваемые китайским правительством при торговле зерном, не являются прозрачными, поскольку государственная торговля зерном в Китае осуществляется через свою Корпорацию по зерну, маслу и продовольствию (COFCO Group).

### Безопасность продуктов питания
Как развивающаяся страна, Китай имеет относительно низкие санитарные и фитосанитарные стандарты (SPS) для своих сельскохозяйственных товаров. Избыток пестицидов, низкая гигиена пищевых продуктов, опасные добавки, загрязнение тяжелыми металлами и другими загрязняющими веществами, а также неправильное использование ветеринарных препаратов привели к ограничениям торговли с такими странами, как Япония, Соединенные Штаты и члены Европейского союза.
По данным Министерства экологи и охраны окружающей среды Китайской Народной Республики, около одной десятой сельскохозяйственных угодий Китая загрязнено тяжелыми металлами.

### Органические продукты питания
В Китае разработана программа «Зеленая еда», в которой продукция сертифицируется на низкое содержание пестицидов по двум категориям A и AA. Сертификат категории AA был согласован со стандартами Международной федерации движения экологического сельского хозяйства (IFOAM) для органического земледелия и лег в основу быстрого расширения органического сельского хозяйства в Китае.